# Street Spirit (Fade Out)
Street Spirit (Fade Out) – ballada rockowa angielskiej grupy Radiohead, wydana jako singiel pochodzący z ich drugiego albumu The Bends. Utwór oparty jest na rytmie arpeggio.
Wydana na początku 1996 roku ballada, dotarła do 5. miejsca na UK Singles Chart (pierwszy top 5. dla zespołu), 25. w Irlandii, 26. na holenderskiej liście przebojów oraz do 59. pozycji w Kanadzie.

## Inspiracje
W wywiadzie Thom Yorke wyjaśnił inspiracje dla utworu. Jedną z nich jest książka „Droga bez dna” autorstwa Bena Okri. Teledysk do utworu miał być wzorowany na amerykańskiej formacji R.E.M. Wokalista stwierdził, że piosenka „sama przyszła do niego; opowiada o wielkiej tragedii”. Nazwał go także „jedną z najsmutniejszych piosenek [zespołu]”.

## Teledysk
Czarno biały wideoklip wyreżyserował Jonathan Glazer, który zajął się później reżyserią teledysku do „Karma Police”. Sceny ze Street Spirit (Fade Out) przedstawiają członków zespołu na pustyni w sytuacjach takich, jak bicie szyby czy rzucanie krzesłem. Wielokrotnie użyto efektu zwolnienia tempa.

## Covery
Covery utworu zaprezentowali między innymi: Peter Gabriel na płycie Scratch My Back (2010), The Darkness (na żywo), Stream of Passion na płycie The Flame Within, The Eden House. Jako sampel utworu użył Joe Budden.

## Lista utworów

### CD 1
1. „Street Spirit (Fade Out)” – 4:13
2. „Talk Show Host” – 4:41
3. „Bishop’s Robes” – 3:25

Zremiksowana wersja utworu „Talk Show Host” trafiła na ścieżkę dźwiękową filmu Romeo i Julia.

### CD 2
1. „Street Spirit (Fade Out)” – 4:13
2. „Banana Co.” – 2:20
3. „Molasses” – 2:26